# Bataille de San Patricio
Révolution texane
La bataille de San Patricio eut lieu le 27 février 1836 près de la ville de San Patricio au Texas, dans le cadre de la révolution texane. Elle oppose les troupes de l'armée  mexicaine aux rebelles texians et marque le début de la campagne de Goliad.